# ランボード

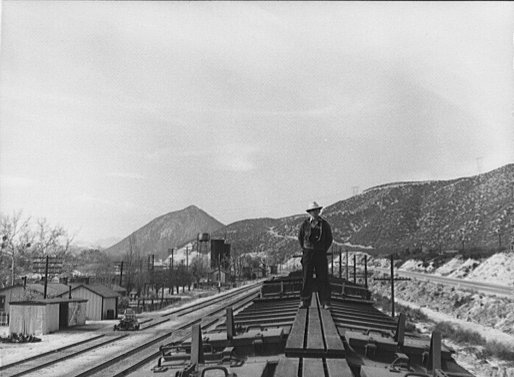
有蓋貨車の屋根上に設置されたランボード上に立つアッチソン・トピカ・アンド・サンタフェ鉄道の制動手。自動空気ブレーキが一般化する以前のアメリカの鉄道では、機関車からの合図に合わせて制動手がランボード上をその名の通り走り回って、各車両の手ブレーキを操作した。

ランボードとは、ランニングボード（Running board)の略で、
1. 鉄道車両において点検作業者が蒸気機関車のボイラー脇や電車などの屋根上を歩くために設けられた「歩み板」である。
2. 自動車では、主に車体側面のすそに設けられた、乗降を助ける「踏み板」の一種。

## 鉄道車両
元来は、蒸気機関車の安全弁や加減弁など、ボイラー上に設置された主要機器の点検保守や砂箱への砂の補給、あるいはボイラーそのものの清掃の便を図るべく、丸い断面のボイラー脇に設置された歩み板や、自動空気ブレーキ普及以前のアメリカの鉄道において、機関車からの合図に合わせて各車両の手ブレーキを操作する際、その名のとおり、制動手が各車両間を走り回って移動するために用いた、車両の屋根上に設けられた歩み板を指した。この歩み板はキャットウォークとも呼ばれた。
このほか、ボイラー同様に丸い断面のタンク体を備えるタンク車やホッパ車での荷役用、冷蔵車の荷室天井にある氷函への氷の補充用、電気機関車と電車での集電装置をはじめとする屋上機器の点検・整備用、内燃機関車のエンジンと発電機や変速機の点検・整備用など、作業目的で設けられた歩み板をも指す。
電車の屋根は一般に断面形状がかまぼこ状になっており、また屋根の構造そのものが骨組と屋根布あるいは薄い屋根板で構成されている。このため、ランボードは作業者の転落防止と作業者の体重による屋根そのものの損傷を避けることを目的として、屋根上での作業機会の多い集電装置を搭載した電動車や、冷房装置を搭載した車両などに設置される。
このような使用目的からこれらは通常は集電装置や冷房装置の付近などに設置されるのが一般的であるが、車両基地の設備や、屋根上に搭載される機器の都合により、屋根上の左右だけではなく中央にも設置される例や、集電装置や避雷器など、電装品を取り囲むようにその四囲に設置される例もある。
また、これらは人の体重を支える必要から、通常は車体骨組と強固に結合され、あるいは一体化されているため、電装解除等で保守点検の対象となる屋根上機器が撤去される際にも、骨組や屋根布、あるいは屋根板の不用意な破損を避ける目的で、ランボードを撤去せず、残置するケースも多い。
最近の車両は、構体構造にアルミニウム合金の押出材やステンレス鋼板のロール材を使用しているものが多く、屋根全体にわたって一体化されていて目立たなくなっていることも多い。

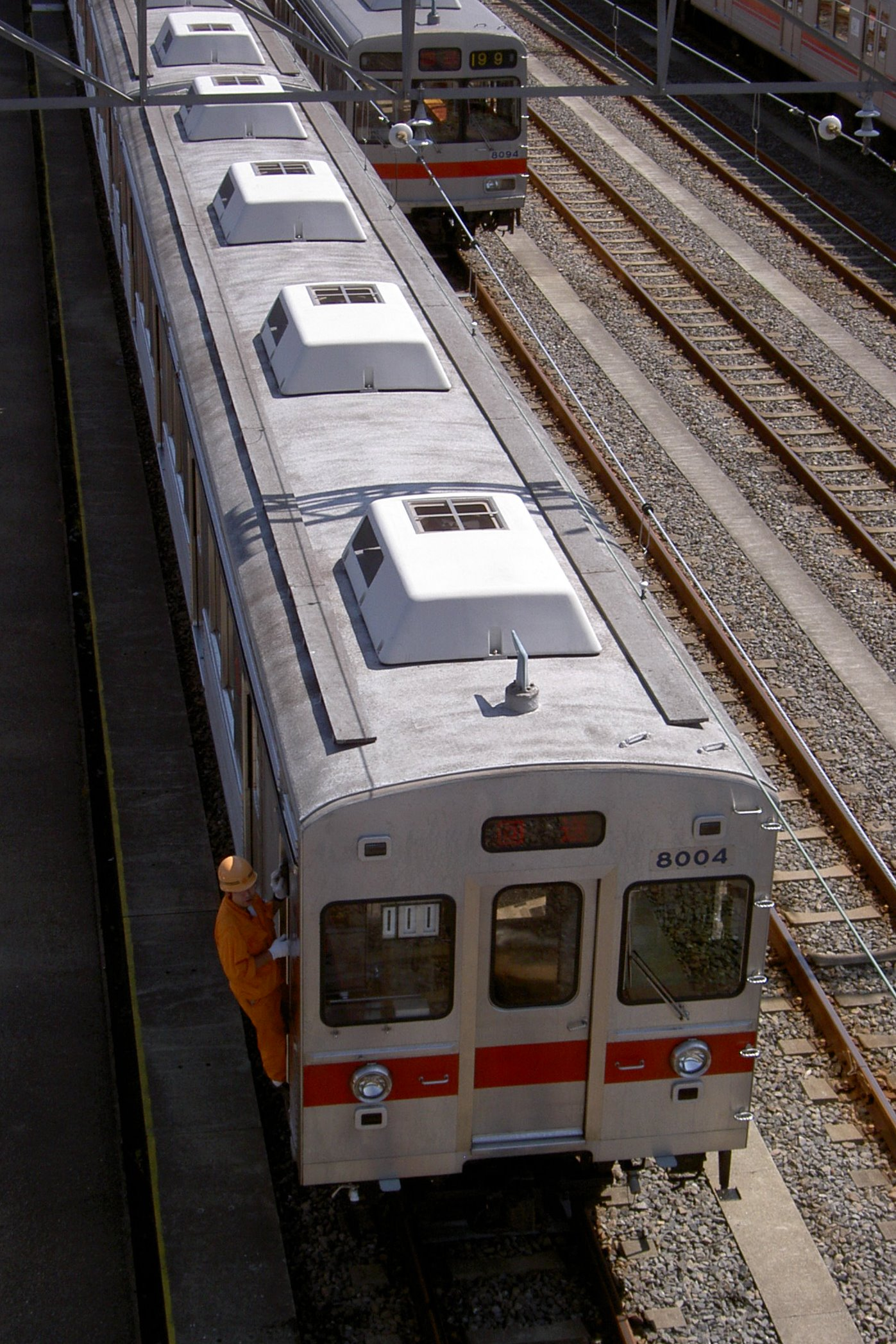
冷房装置の両脇に設置されたランボード（東急8000系電車）
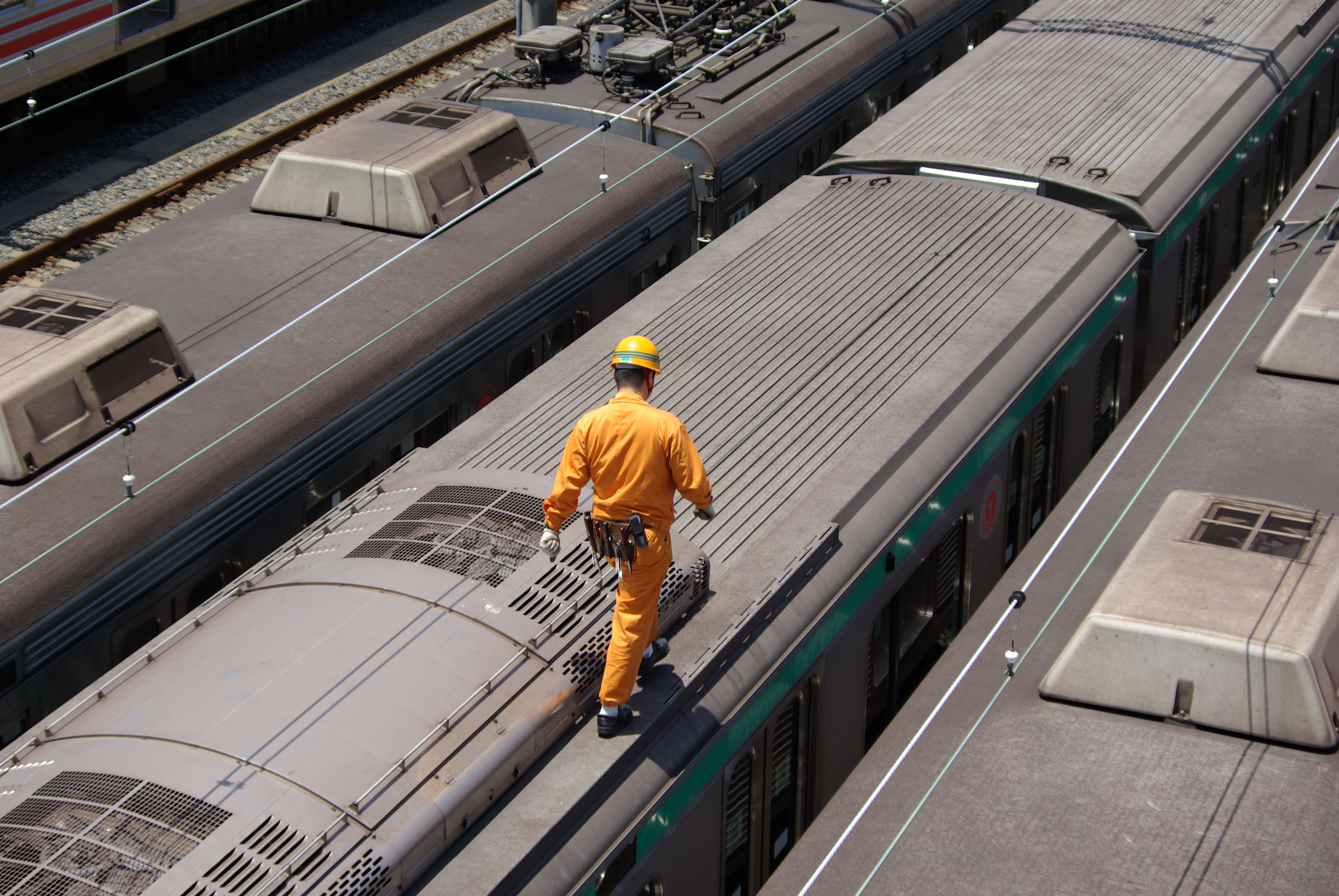
逆L字型のランボードの上を歩く様子（東急5000系電車 (2代)）

## 自動車

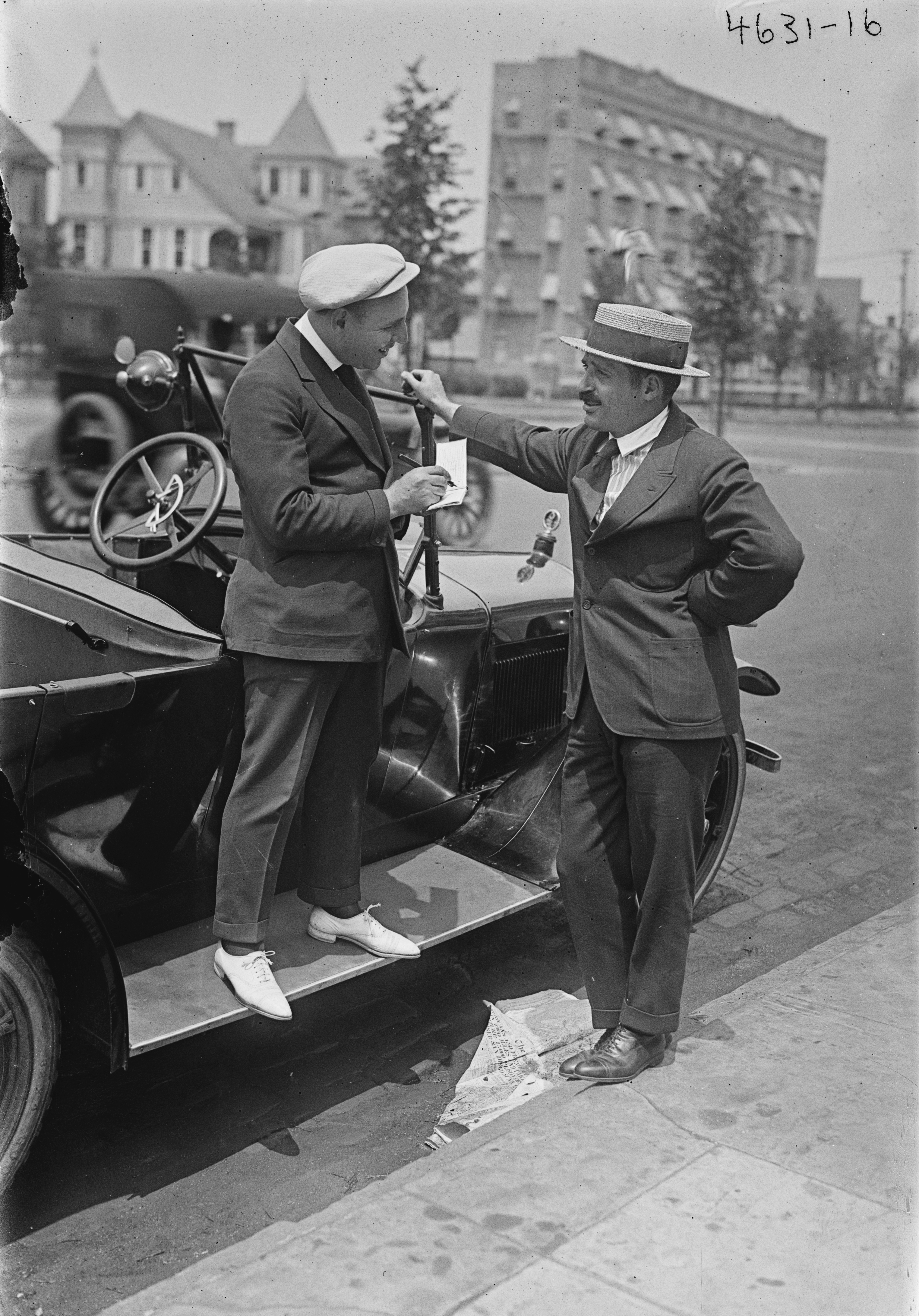
1910年代の自動車におけるランニングボードの例。上に立つ人物はArthur Fields。

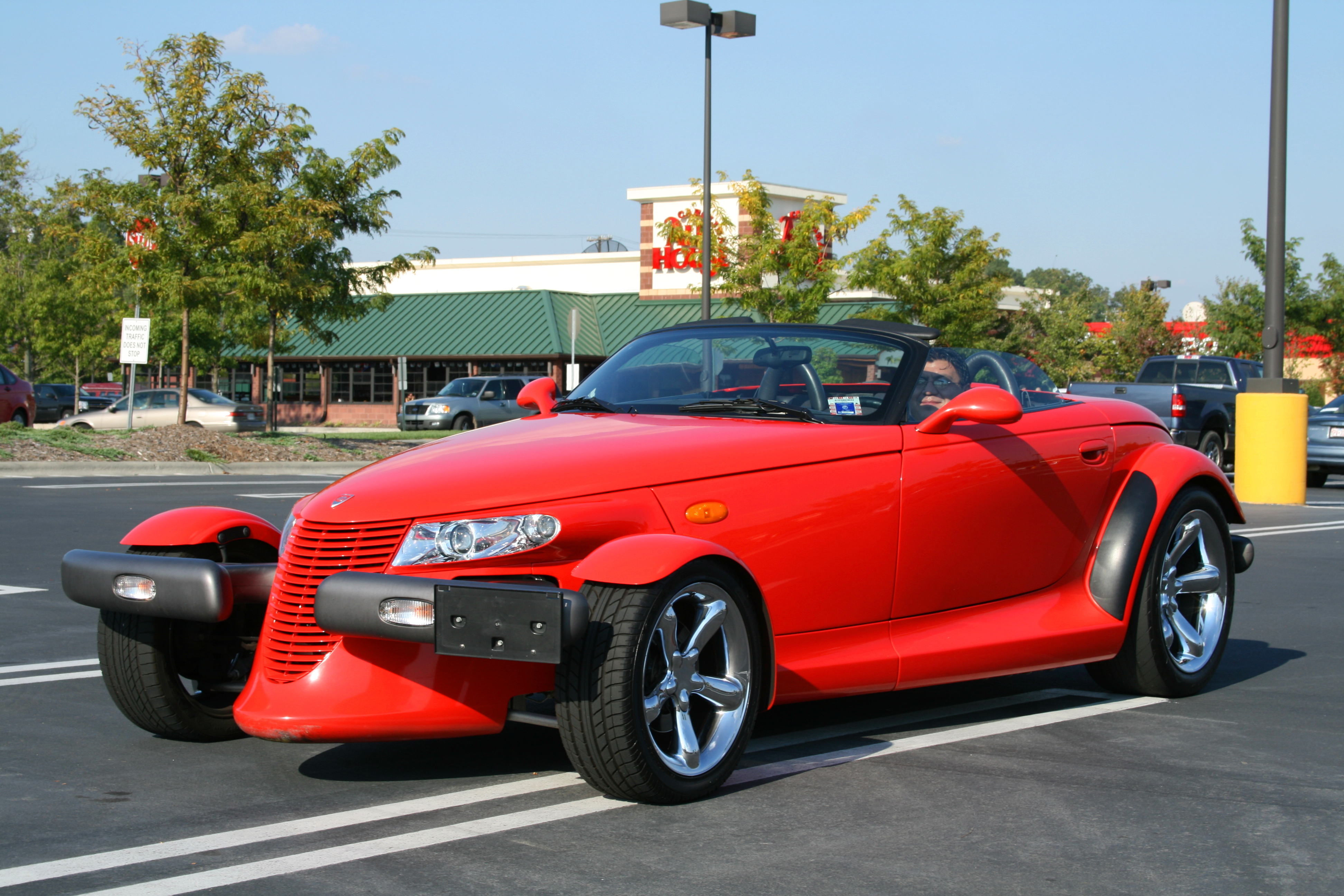
ランニングボードの意匠を取り入れたスタイリングの例。
（プリムス・プロウラー）

自動車部品の場合、二軸馬車のサイドステップから発展した乗降用のものと、タンクローリーや粉粒体運搬車など、鉄道車両同様荷台の全長にわたって取り付けられているものや、屋根上にアンテナなどと共に取り付けられているものなど、作業や点検目的のものとがある。
乗降用のサイドステップ（あるいは単にステップ）とランニングボードは機能的に同等であり、その相違は曖昧で、強いてあげるならば、ランボードのほうが前後に長く、ホイールアーチやフェンダーと一連でデザインされていることぐらいである。そのため、ランボードの取り付けはフレームではなく、ボディー側であり、2ドア・4ドアの別に関わらず、リアフェンダーまで達している例が多い。これには、踏み板として以外に、ドアシル付近を泥はねから守り、乗降の際に衣服を汚さない役割もある。
乗用車のスタイリングが重視されるようになると、ランボードには実用性以外の装飾としての価値が付加されて行く。形態にも年代ごとの流行が表れており、その自動車の外観上の特徴となる場合も多い。
1940年代後半、乗用車とその派生の商用車が、フラッシュサイドと呼ばれるボンネットやキャビンをフルワイズ化（フェンダーと面一とし、車両全幅まで拡大）したスタイルに移行し、ドアシルからランボードは完全に消え去った。
その後も最低地上高の大きい車種では、ドア下に踏み板を設けたものが見られるが、単にステップと呼ばれることが多い。また、回顧・復古的なスタイリングでは、キーアイテムとして用いられることもある。
これ以外の、屋根上に設置されたランニングボードは、鉄道車両と同様に業務用途である。